# Santiago Ihuitlán Plumas
Santiago Ihuitlán Plumas är en ort i Mexiko.   Den ligger i kommunen Santiago Ihuitlán Plumas och delstaten Oaxaca, i den sydöstra delen av landet, 250 km sydost om huvudstaden Mexico City. Santiago Ihuitlán Plumas ligger 2 118 meter över havet och antalet invånare är 244.
Terrängen runt Santiago Ihuitlán Plumas är kuperad åt sydväst, men åt nordost är den platt. Runt Santiago Ihuitlán Plumas är det glesbefolkat, med 14 invånare per kvadratkilometer. Närmaste större samhälle är Teotongo, 17,9 km sydväst om Santiago Ihuitlán Plumas. Trakten runt Santiago Ihuitlán Plumas består i huvudsak av gräsmarker.